# Болото (река)
Болото — река в России, протекает по Ульяновскому району Калужской области. Левый приток реки Рессета.

## География
Река Болото берёт начало в лесах западнее деревни Брусны. Течёт на восток. На реке расположены деревни Брусны и Сусея. Устье реки находится в 15 км от устья Рессеты. Длина реки составляет 12 км.

## Данные водного реестра
По данным государственного водного реестра России относится к Окскому бассейновому округу, водохозяйственный участок реки — Ока от города Белёв до города Калуга, без рек Упа и Угра, речной подбассейн реки — бассейны притоков Оки до впадения Мокши. Речной бассейн реки — Ока.
Код объекта в государственном водном реестре — 09010100512110000019913.